# Aloe heliderana
Aloe heliderana ist eine Pflanzenart der Gattung der Aloen in der Unterfamilie der Affodillgewächse (Asphodeloideae). Das Artepitheton heliderana verweist auf das Vorkommen der Art bei Helidera in Somalia.

## Beschreibung

### Vegetative Merkmale
Aloe heliderana wächst stammbildend und verzweigt spärlich von der Basis aus. Der aufrechte Stamm erreicht eine Länge von bis zu 100 Zentimeter und ist 4 Zentimeter dick. Er ist mit den trockenen Basen toter Blätter bedeckt. Die etwa 20 deltoid-spitzen Laubblätter bilden Rosetten. Die graugrüne Blattspreite ist etwa 20 Zentimeter lang und 6 Zentimeter breit. Auf ihr befinden sich wenige oder viele weiße Flecken. Die weißen Zähne am weißen, knorpeligen Blattrand sind bis zu 2 Millimeter lang und stehen 5 bis 10 Millimeter voneinander entfernt.

### Blütenstände und Blüten
Der Blütenstand besteht aus etwa acht Zweigen und erreicht eine Länge von bis zu 60 Zentimeter. Die unteren Zweige sind nochmals verzweigt. Die lockeren, kopfigen oder kurz zylindrischen Trauben bestehen manchmal aus leicht einseitswendigen Blüten. Die bräunlichen, deltoid-spitzen, zerbrechlichen Brakteen weisen eine Länge von 3 bis 5 Millimeter auf. Die roten oder gelben Blüte stehen an 7 Millimeter langen Blütenstielen. Die Blüten sind 20 bis 22 Millimeter lang und an ihrer Basis gerundet. Auf Höhe des Fruchtknotens weisen die Blüten einen Durchmesser von 5 bis 6 Millimeter auf. Darüber sind sie leicht verengt und schließlich zur Mündung wieder auf 5 bis 6 Millimeter  erweitert. Ihre äußeren Perigonblätter sind auf einer Länge von 5 bis 7 Millimetern nicht miteinander verwachsen. Die Staubblätter und der Griffel ragen 2 bis 6 Millimeter aus der Blüte heraus.

## Systematik und Verbreitung
Aloe heliderana ist im Nordosten von Simbabwe auf Kalksteinhügel in Höhen von etwa 500 Metern verbreitet.
Die Erstbeschreibung durch John Jacob Lavranos wurde 1973 veröffentlicht.

## Nachweise